# Niels På Dåse
Niels På Dåse er et dansk pige-punkband, der blev dannet i 2006. Bandet har sine rødder i Århus' BZ-bevægelse.
Gruppens musik bygger hovedsagligt på humor og er ikke direkte politisk.
Bandet består af:
- Tami Harmony Panik Vibberstoft (bas og vokal)
- Selina Lannie (trommer og vokal)
- Signe Tobiassen (guitar og vokal)

## Udgivelser
Der blev indspillet et album under titlen of doom med en række optagelser fra et øvelokale i samme år gruppen blev dannet, men det blev kun til omkring 15 cd'er, der alle var hjemmelavede.
Et egentligt album – også med titlen of doom blev udgivet i august 2007. Det er udgivet på pladeselskabet PincIncMusic.

## Opløsning og Gendannelse
Bandet gik i opløsning i 2008, blot en uge før indspilningen af deres 2. udgivelse. I marts 2011 dannede medlemmerne af Niels På Dåse på ny et band, denne gang under navnet Nelson Can.